# Písčina u Byšiček
Přírodní památka Písčina u Byšiček je chráněné území nalézající se nedaleko vsi Byšičky a dvora Karlov. Katastrálně náleží k městu Lysá nad Labem v okrese Nymburk. Bylo vyhlášeno dne 28. února 2017 na rozloze 0,4324 hektaru. Ochranné pásmo stanovené ze zákona zaujímá plochu 3,5815 hektaru. Předmětem ochrany jsou otevřené trávníky kontinentálních dun s paličkovcem šedavým (Corynephorus canescens) a psinečkem (Agrostis). Oblast je od roku 2009, respektive 2013 zároveň chráněna i jako evropsky významná lokalita pod kódovým číslem CZ0210730 a s nepatrně větší rozlohou 0,5217 hektaru.